# 대구 달서구의 향토문화재
대구 달서구의 향토문화재은 다음 각 호에 해당하는 것을 말한다.
1. 「문화재보호법」및「대구광역시 문화재 보호 조례」에 의거 문화재로 지정되지 아니한 것으로서 향토의 역사·예술·학술상 가치가 있는 것과 이에 준하는 유·무형의 자료
2. 대구광역시 달서구청장(이하“구청장”이라 한다)이 향토문화재로서의 보존에 필요하다고 인정되는 문화유적 등

## 참고 문헌
- 대구 달서구 홈페이지 - 고시/공고 보관됨 2019-04-20 - 웨이백 머신